# Johann Heinrich Meier (Rechtswissenschaftler)
Johann Heinrich Meier (auch Maier; * 20. September 1643 in Hoya; † 3. Januar 1729 in Erfurt) war ein deutscher Rechtswissenschaftler, Verwaltungsjurist und Hochschullehrer.

## Leben
Meier war Sohn eines Ratsherren und besuchte das Herforder Gymnasium sowie das Gymnasium von Bremen. Er studierte an den Universitäten von Rinteln, Jena sowie ab 1668 an der Universität Erfurt. Dort wurde er 1671 zum Hofmeister ernannt und 1672 wurde ihm von der Erfurter Hochschule die Lehrbefugnis erteilt. 1677 erfolgte dort die Promotion zum Doktor beider Rechte. Außerdem wurde ihm eine Stelle als außerordentlicher Professor der Rechte übertragen.
Meier wurde 1678 Assessor beim Erfurter Stadtgericht, zudem erhielt er 1679 eine Stelle als ordentlicher Professor der Rechte an der Erfurter Universität. Er stand 1682, zur Zeit der Pest, der Universität als Rektor vor und soll sich in dieser Position bei der Bekämpfung der Seuche verdient gemacht haben. Außerdem stand er ab 1684 zwanzig Jahre der Stadtvogtei vor. Als solcher wurde er 1704 zum Regierungsrat in Erfurt ernannt. Zwölfmal stand er zudem der juristischen Fakultät als Dekan vor, zuletzt im Jahr seines Todes. 

## Werke (Auswahl)
- De Alimentis, Oder Nöthiger Unterhaltung, Grosch, Erfurt, 1691.
- De Praescriptionibus, Von Verjährungen, Grosch, Erfurt 1692.
- De Serto Virginum = Von Jungfer-Crantz, Grosch, Erfurt 1693.
- De Repressaliarum Jure = Vom Fehd- und Geissel-Recht, Grosch, Erfurt 1699.